# Studentflamman
Studentflamman (engelska: Sweet Lavender) är en amerikansk drama-stumfilm från 1920. Filmen är regisserad av Paul Powell, med manus skrivet av Beulah Marie Dix.
Filmen är baserad på Arthur Wing Pineros pjäs med samma namn.

## Rollista
- Mary Miles Minter – Lavender
- Sylvia Ashton – Dotty Driscoe
- J.M. Dumont – Mr. Drisc
- Starke Patteson – Billy Driscoe
- Milton Sills – Horace Weather Burn
- Harold Goodwin – Clem Hale
- Jane Keckley – Ruth Holt
- Theodore Roberts – Professor Phenyl
- Flora Hollister – Minnie
- Laura Anson –